# Kulturmødet
Kulturmødet er en dansk kunst- og kulturevent der hvert år i uge 34 finder sted i Nykøbing Mors og varer 3 dage, fra torsdag til lørdag. Kulturmødet blev grundlagt i 2012 af komponisten, forfatteren og journalisten Evanthore Vestergaard. Kulturmødet er tænkt som en pendant til Folkemødet på Bornholm, men fokuserer på kunst og kultur.  
Kulturmødet fandt første gang sted i 2013 og havde da 6.000 deltagere. Siden da er begivenheden vokset støt og havde i 2024 35.000 deltagere. 
- Kulturmødet Samtale er debat-delen med samtaler og debatter om aktuelle kunst- og kulturemner. Hovedtemaet er i 2019-21 “Culture matters”.
- Kulturmødet Oplevelse er en festival med fortrinsvis professionel kunst indenfor billedkunst, film, litteratur, musik og scenekunst, der også relaterer sig til årets hovedtema.

Kulturmødet styres af en privat organisation med udgangspunkt i Morsø Kommune og Region Nordjylland, der også står for den finansielle basis. Mødet støttes af offentlige og private fonde. Kulturmødet blev af daværende kulturminister Marianne Jelved kaldt ”den nødvendige diskussion”. I 2022 fandt Kulturmødet sted 25.-27. august.